# 日帰り
| ウィキペディアには「日帰り」という見出しの百科事典記事はありません（タイトルに「日帰り」を含むページの一覧/「日帰り」で始まるページの一覧）。 代わりにウィクショナリーのページ「日帰り」が役に立つかもしれません。 |